# Euphorbia memoralis
Euphorbia memoralis är en törelväxtart som beskrevs av Robert Allen Dyer. Euphorbia memoralis ingår i släktet törlar, och familjen törelväxter. Inga underarter finns listade i Catalogue of Life.

## Bildgalleri

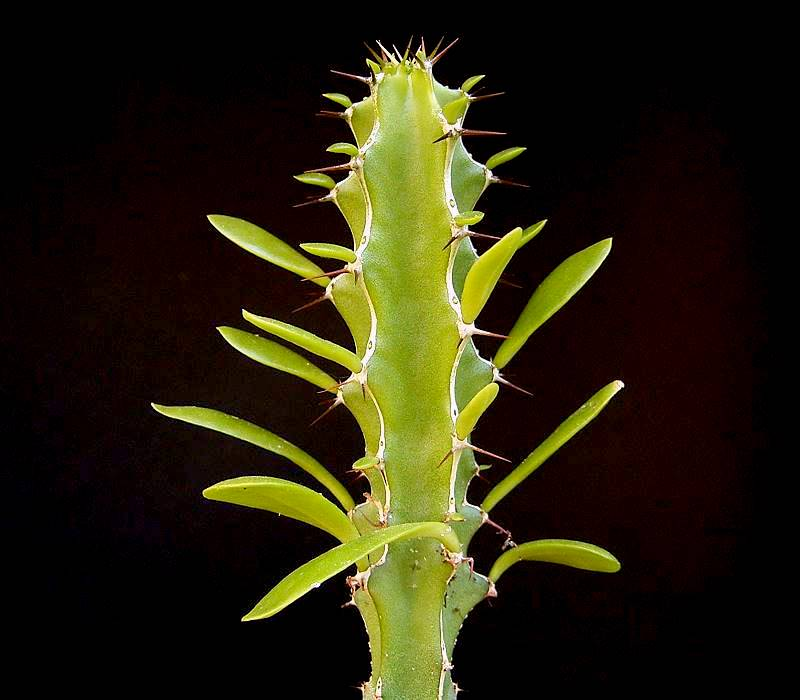